# 藪下史郎
藪下 史郎（やぶした しろう、1943年 - ）は、日本の経済学者。専門は金融論。早稲田大学名誉教授。

## 経歴
兵庫県出身。1966年東京大学経済学部卒業、1968年東京大学大学院修士課程修了後、アメリカのイェール大学大学院に留学。情報の経済学で後にノーベル経済学賞を受賞するジョセフ・E・スティグリッツの下で学ぶ。1972年に同大学院を修了し、Ph.D（Economics）を取得。
帰国後は、1972年に東京都立大学経済学部専任講師。同助教授を経て、1976年に横浜国立大学経済学部助教授。同教授を経て、1991年より早稲田大学政治経済学部教授。2014年定年退職。2023年、瑞宝中綬章受章。
川村健一第2代コンコルディア・フィナンシャルグループ社長は横浜国立大学経済学部でのゼミの指導学生。

## 著書

### 単著
- 『アメリカの金融市場と構造』（東洋経済新報社 1987年）
- 『金融システムと情報の理論』（日本評論社 1995年）
- 『貨幣金融制度と経済発展』（有斐閣 2001年）
- 『非対称情報の経済学』（光文社 2002年）
- 『金融論』（ミネルヴァ書房 2009年）
- 『スティグリッツの経済学 「見えざる手」など存在しない』（東洋経済新報社 2013年）

### 共著
- 『日本経済と財政政策』（東洋経済新報社 1987年）
- 『金融論』（有斐閣 初版・1993年、新版・2000年）
- 『中小企業金融入門』（東洋経済新報社 2002年）
- 『市場競争と市場価格』（日本評論社 2005年）

### 共訳
- ジェームズ・トービン『マクロ経済学の再検討』（日本経済新聞社 1981年）
- ジョセフ・E・スティグリッツ『スティグリッツ 入門経済学』（東洋経済新報社 初版・1994年、2版・1999年、3版・2005年）
- ジョセフ・E・スティグリッツ『スティグリッツ ミクロ経済学』（東洋経済新報社 初版・1994年、2版・2001年）
- ジョセフ・E・スティグリッツ『スティグリッツ マクロ経済学』（東洋経済新報社 初版・1995年、2版・2001年）
- ジョセフ・E・スティグリッツ『スティグリッツ 公共経済学 上・下』（東洋経済新報社 初版・1996年、2版・上2003年、下2004年）
- ジェームズ・トービン『トービン 金融論』（東洋経済新報社 2003年）